# Barranc de Cal Cabot
El Barranc de Cal Cabot és un torrent afluent per l'esquerra del Barranc de Cal Xonic, al Solsonès.

## Municipis per on passa
El curs del Barranc de Cal Cabot transcorre íntegrament pel terme municipal de Pinós.

## Xarxa hidrogràfica
La xarxa hidrogràfica del Barranc de Cal Cabot està constituïda per 51 cursos fluvials que sumen una longitud total de 15.872 m.

### Afluents
⊙ El Barranc de la Font del Borràs
⊙ El Barranc de Vallmanya

### Distribució municipal
El conjunt de la seva xarxa hidrogràfica transcorre íntegrament pel terme municipal de Pinós.